# Brigittinnen (Brussel)

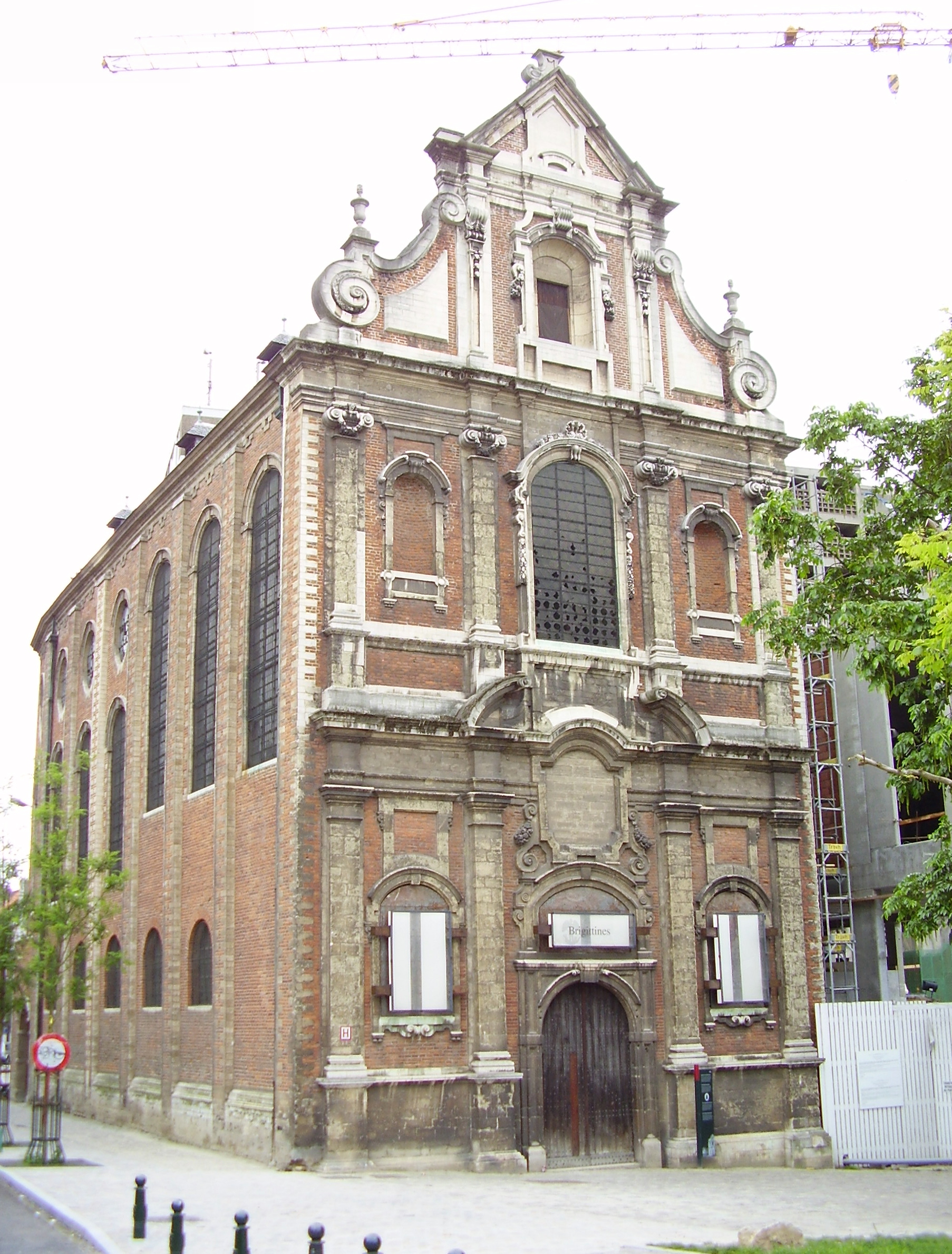
De beschermde kapel tijdens de bouw van de uitbreiding

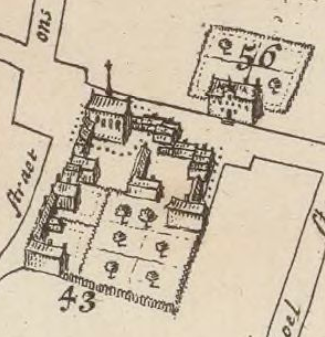
Dit 18e-eeuwse stadsplan toont het klooster aan de Brigittine Straet, tegenover het kleinere huis van de visitandinnen. Het klokkentorentje heeft er maar enkele jaren gestaan.

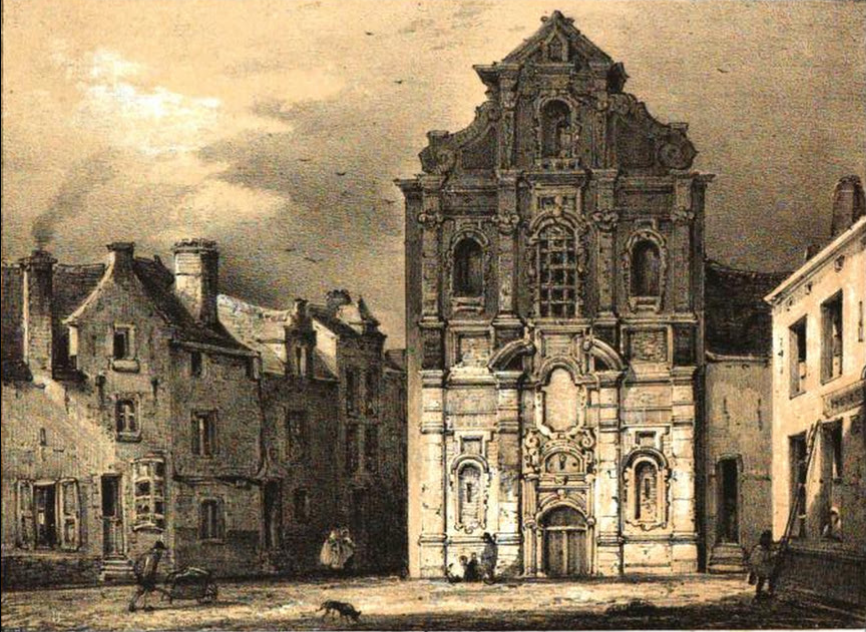
De kapel omringd door huizen (François Stroobant, 1846)

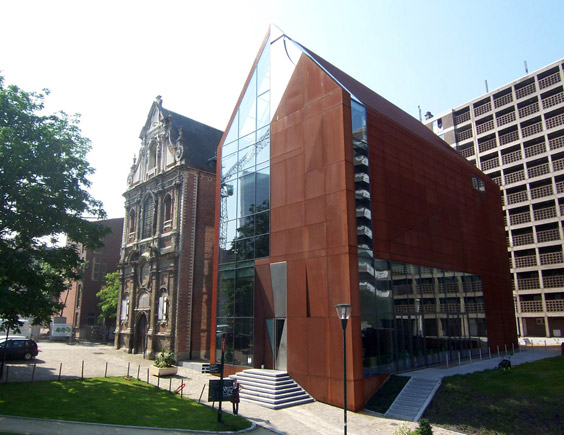
De kapel en haar Double

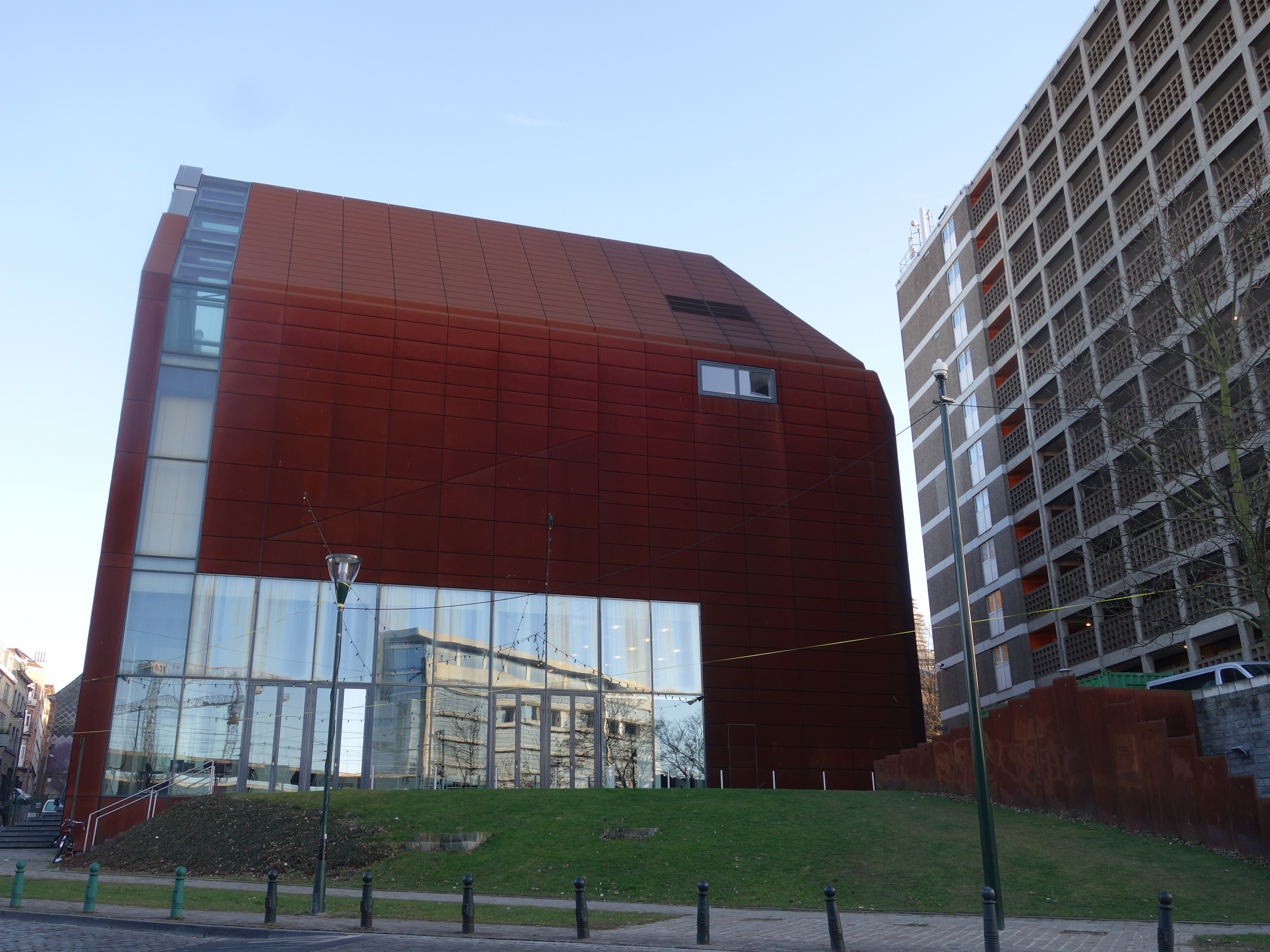
De uitbreiding van Bruno en het woningenblok op het vroegere kloosterdomein

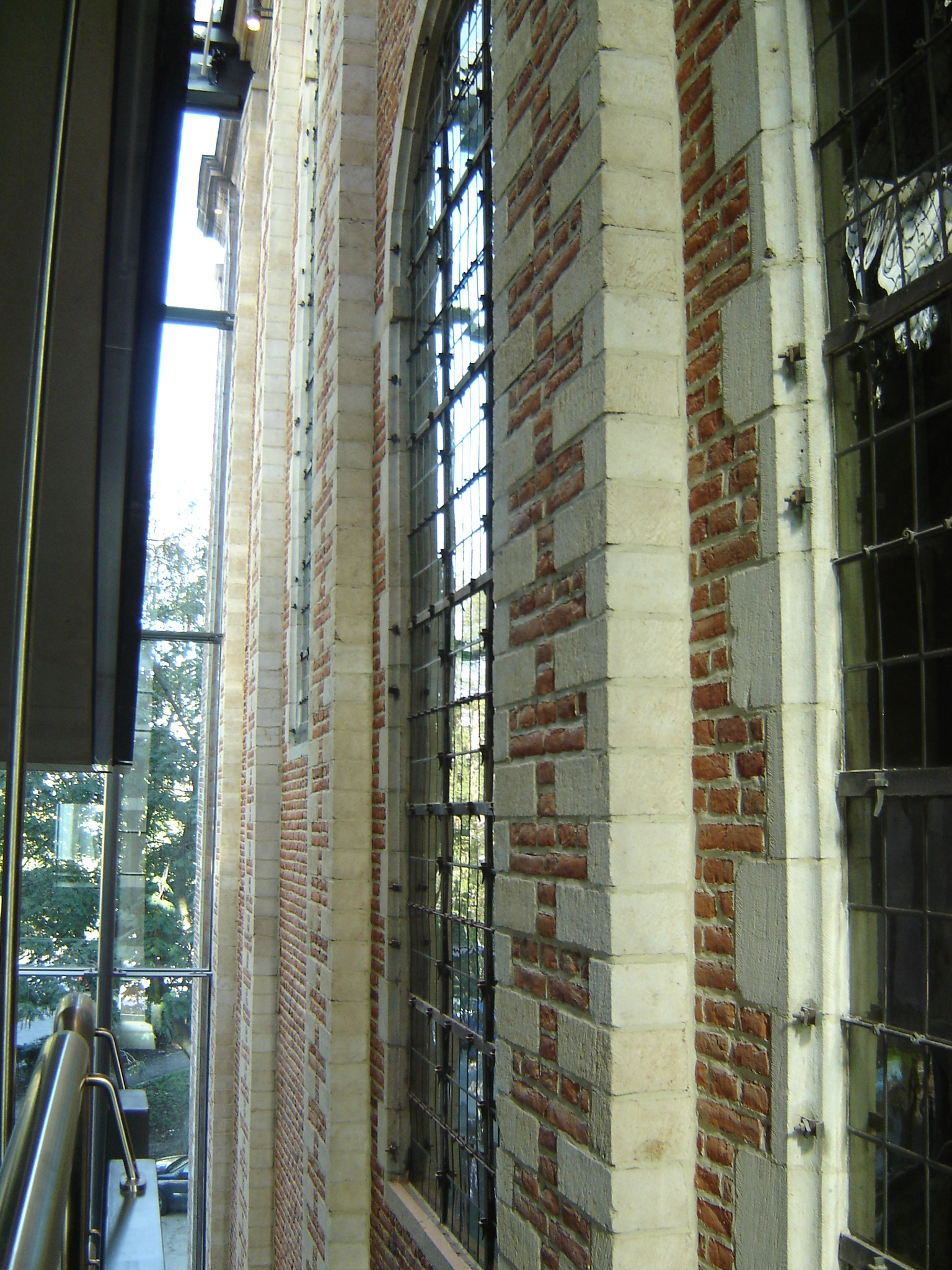
In de centrale traphal zijn de negblokken goed te zien.

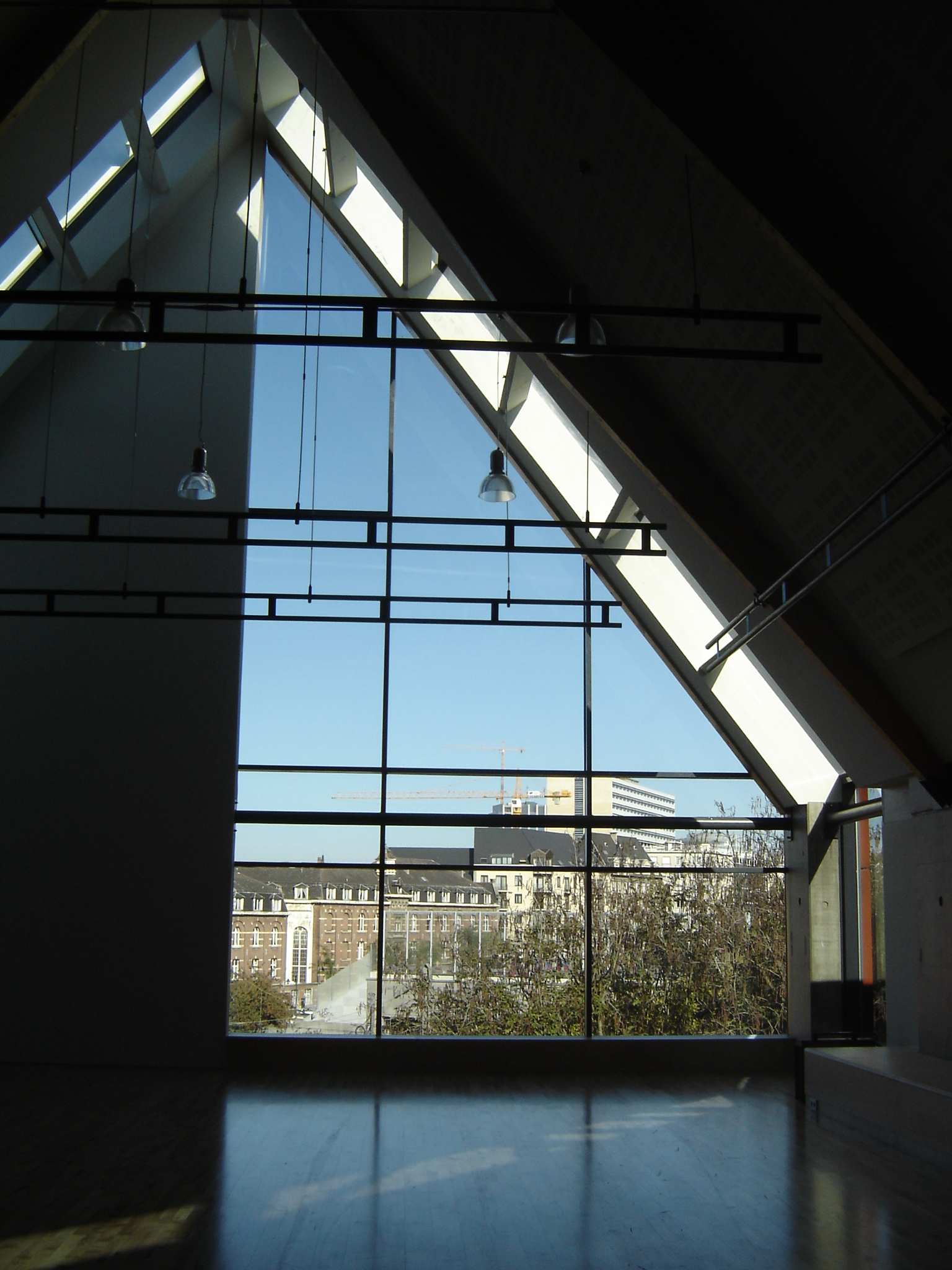
Repetitieruimte onder het dak

De Brusselse brigittinnen hadden hun klooster Maria Compassie aan de voet van de Marollen (1623-1784). Het is afgebroken op de kapel na, vaak Brigittinenkerk genoemd, waarrond het kunstencentrum Les Brigittines gegroeid is.

## Geschiedenis

### Brigittinnenklooster
In volle contrareformatie stroomden de kloosterorden toe in Brussel. De contemplatieve brigittinnen arriveerden in 1623 vanuit de Dendermondse abdij Mariëntroon, nadat ze de vereiste toestemmingen hadden bekomen. Het was de abdis zelf, Barbara Tasse, die met vijf medezusters gestalte gaf aan de nieuwe stichting. Van de oude raadsheer Engelbert Maes en Jacoba Maes kochten ze huizen en tuinen op het einde van de Hoogstraat, tegenover het Sint-Pietershospitaal. Hoewel ze er in 1625 introkken, schijnen de brigittinnen vrij snel beslist te hebben om zich elders te vestigen. In 1637 kochten ze het huis van de vertrekkende Engelse franciscanessen, op wat toen de hoek was van de Bucborrestraat en de Zilverstraat. Eind 15e eeuw had Katrien Vandenbossche op die hoek een stoof gehouden in de toenmalige volderswijk. Zo belandden de brigittinnen op de huidige locatie, waar ze een aanzienlijk onroerend bezit verwierven (een zestigtal huisjes).
Na hun verhuis in 1652 verzamelden ze nog een tiental jaar middelen voor de kapel. Uit een notitie in de boekhouding wordt afgeleid dat Leo van Heil er de architect van was. Aartsbisschop Andreas Creusen legde de eerste steen in 1662. Na de zegening door de Brusselse oratoriaan Martin de Vreese vierde Robertus Garesta, abt van Vlierbeek, de eerste mis in de kapel (1667). De consecratie door aartsbisschop Alphonsus van Bergen volgde in 1672.
De brigittinnen onderhielden contacten met de jansenisten van Port-Royal. Zuster Euphrosyne correspondeerde rond 1665 met Antoine Arnauld. Een andere brigittin, zuster Juliana van Thulden (1626-1654), aan wie haar zus Charlotte een biografie wijdde met allerlei mirakelverhalen, gaf mogelijk de aanzet die de abdij Ter Kameren ertoe bewoog zich het lot van de jansenisten aan te trekken. Het hoeft dan ook niet te verwonderen dat de brigittinnen tegenstand ondervonden van de Brusselse jezuïeten. Een jansenist sprak na een bezoek in 1681 van een 'algemene samenzwering'.
Niettemin konden de brigittinnen hun kapel een elegant torentje met zes ramen geven, dat maarschalk Villeroi twee jaar na het hijsen van de klokken omver kwam schieten. Voor de rest viel de bomschade al bij al mee. Het klooster werd hersteld maar zonder de toren. Qua kunst bezat de brigittinnenkapel een gevelbeeld van de Goede Herder (weggenomen door Franse militairen in 1797) en een altaarstuk uit 1700 van Janssens, dat tot zijn beste werk werd gerekend (Birgitta kust de handen van de heer, uitgestrekt op de schoot van zijn moeder). Ook waren er enkele voorname graven: baron Karel van Locquenghien († 1670), de Jacobiet Thomas Bruce, 2nd Earl of Ailesbury († 1741), en zijn jonggestorven tweede vrouw, gravin Charlotte d'Argenteau († 1710).
In de jaren 1743-52 kenden de brigittinnen een intern conflict dat hun reputatie niet ten goede kwam. Het leven in een kleine gemeenschap van slotzusters was niet altijd evident. In 1769 kwam er nieuwe onenigheid over een plan om inkomsten te werven door een seculiere dame verblijf te bieden. Tot 1781 volgde een woelige periode, waarin priores Joanna Willems, gesteund door de zusters Ghijs en Proost, allerlei pikante beschuldigingen uitte tegen de abdis en andere zusters.
De contemplatieve brigittinnen stonden op de eerste rij toen keizer Jozef II in 1783 de onnutte kloosters afschafte. De nonnen kregen tot 30 juni 1784 om Maria Compassie te verlaten. Ze gingen uiteen, al bleven sommigen in contact. Kardinaal Frankenberg zorgde ervoor dat hun relieken in de Kapellekerk terecht kwamen.

### Abdissen en zusters
Maria Compassie, begonnen met zes zusters, groeide naar een hoogtepunt van 53 religieuzen in 1671. Dit viel terug tot 15 in 1736, om dan weer te stijgen naar 27 in 1755 en te eindigen op 18. De superieuren waren achteenvolgens:
- Barbara Tasse (1623-56)
- Catharina de Meester (1656-72)
- Joanna Vander Borght (1672-87)
- Anna Brigitta Zeti (1687-1708)
- Lutgarde Fighé (1708-23)
- Joanna Rosa Corry (1723-31)
- Jeanne Marie Derveau (1731-66)
- Van de Nesse (1766-84)

### Voortbestaan van de kapel
Zoals gewoonlijk kende het voormalige gebedshuis de meest diverse herbestemmingen: school (1783), kazerne van de grenadiers van kapitein Alvinzy (1786), pandjeshuis (1789), opslagplaats voor de bibliotheekboeken van de afgeschafte kloosters (op initiatief van Ermens), provisoir bewaarhuis voor de krijgsgevangenen van de eerste schermutselingen met de Franse revolutionairen (1792), verwarmde armenslaapplaats (1794), militaire apotheek (1796), opslagplaats voor bier en hout (1798), overdekte markt (1830) en slachthuis-slagerij (1839).
Onder slager Neubourg werd in de kerk een verdieping gecreëerd waarop politieke bijeenkomsten en zondagse bals werden gehouden (1850). Dertig jaar lang was deze Salle Rubens een begrip bij de kantwerksters en fabrieksarbeiders uit de wijk. Na kortstondige herbestemmingen als tentoonstellingsruimte en postsorteercentrum kwam de kapel tegen het einde van de eeuw leeg te staan. De Neubourgs dienden een afbraakaanvraag in (1908) en met de kaalslag voor de Noord-Zuidverbinding (1911) leek dit alleen een kwestie van tijd. In 1920 werd de brigittinnenkapel openbaar verkocht. Onder druk van de naburige Kleine Voetbooggilde besliste het stadsbestuur twee jaar later om het gebouw alsnog te verwerven en te bewaren. Het volgende jaar werd het tongewelf gedemonteerd. Elke steen werd genummerd en opgeslagen in afwachting van reconstructie. In 1936 werd de gevel beschermd op basis van de nieuwe monumentenwet, in 1953 uitgebreid tot de rest van de kapel.
Na lang uitstel en gewijfel volgde dan in 1964-75 de broodnodige restauratie. Ze werd bekroond door het aanbrengen van nieuwe brandglasramen, die prompt door vandalen werden ingegooid. Van de overige kloostergebouwen, zoals de poort aan de Visitandinenstraat, is niets behouden. Ze ruimden rond 1970 plaats voor sociale blokken van de Brusselse Haard (architecten G. Brunfaut en Charles Van Nueten).

## Les Brigittines

### Activiteiten
Na de restauratie stelde het stadsbestuur de kapel ter beschikking voor hedendaagse podiumkunsten. De eerste voorstelling was 23 skidoo van Frédéric Flamand (1975). In 1997 creëerde men de vzw Bellone-Brigittine, een "Hedendaags Kunstencentrum voor Beweging en Stem". De integratie met het Bellonahuis werd tien jaar later opgegeven, bij de opening van de uitbreiding (gebouwd in 2005-2007, zie Architectuur). De vereniging hernoemde zich Les Brigittines.
Les Brigittines is voornamelijk een plek voor creëren en repeteren. Artiesten in residentie kunnen verblijven in verschillende appartementen aan Akarovaplein en in de "tuin van de visitandinnen".
Via een jaarlijks minifestival toont Les Brigittines aan het publiek wat er gaande is. Op het einde van de zomer is er een internationaal festival en ook het Kunstenfestivaldesarts kan er elk jaar terecht (in 2009 en 2016 was Les Brigittines 'hoofdkwartier'). Voorts vinden er sporadisch concerten en lezingen plaats.

### Architectuur
Leo van Heils eenbeukige kapelkerk, in Italo-Vlaamse barokstijl, is opgetrokken uit witte zandsteen en rode baksteen. Onderaan de eerder smalle voorgevel schragen vier dorische pilasters een breed hoofdgestel. De centrale toegangsdeur heeft een bovenlicht in de vorm van twee oculi, met daarboven ornamentatie zoals voluten en festoenen. De tweede geleding, boven het gebroken fronton, bestaat uit een groot raam tussen vier ionische pilasters. De typisch barokke topgevel is onder meer versierd met vlamvazen. Rombaux heeft geprobeerd de harmonische schema's te doorgronden die het geheel beheersen. Binnen ziet men nog de pilasters waar het tongewelf op rustte. De arduinen vloer is van Dirk Bigaré (1987).
Voor de uitbreiding werd in 1999 een wedstrijd georganiseerd, gewonnen door de Italiaanse architect Andrea Bruno (it). Hij ontwierp een ontdubbeling die het volume van de barokkapel repliceert maar breekt met de geslotenheid. De voornaamste materialen zijn glas en cortenstaal. Tussen de zes bouwlagen van de Double en de oude kapel ligt een glazen verbindingspartij met trappen en liften. Daar staat een Johannesklok die deel was van een kunstwerk van Claudio Parmiggiani (it).

## Voetnoten
1. ↑  De Magistraat van Brussel gaf zijn akkoord op 18 januari en 5 februari 1621, aartsbisschop Jacob Boonen op 23 juli 1623, Infante Isabella op 8 augustus 1623.
2. ↑  Émile Jacques, L'abbaye de la Cambre, les Brigittines et le monastère de Port-Royal[dode link], in: Cahiers Bruxellois, nr. XV-XVI, 1970-71, p. 9-17
3. ↑  Abrégé de la Vie de la vénérable Soeur Juliane de Thulden, religieuse de l’Ordre du Saint-Sauveur [...] escrite par Sa Soeur et intime confidente, Dame Charlotte de Thulden, religieuse en l’abbaye de la Cambre, proche de Bruxelles, zie ook: L. Antheunis, "De eerbiedwaardige Zr. Juliana van Thulden (1626-1654)", in: Bossche Bijdragen, XXIV, 1958-59, p. 197-208
4. ↑  Zie het reisverslag van de Franse schilder en kunsthistoricus Jean-Baptiste Descamps, Voyage pittoresque de la Flandre et du Brabant, avec des réflexions relativement aux arts et quelques gravures, [1760] 1769, Parijs, p. 83
5. ↑  Marc Libert, Vie quotidienne des couvents féminins de Bruxelles au siècle des lumières (1764-1787) , 1999, ISBN 2-8004-1216-X, p. 26-29
6. ↑  Gemeentelijk besluit van 22 maart 1922, bevestigd bij koninklijk besluit van 20 juli 1922
7. ↑  Koninklijk besluit van 21 december 1936
8. ↑  Koninklijk besluit van 30 juni 1953
9. ↑  Jean d'Osta, Dictionnaire historique et anecdotique des rues de Bruxelles, 1986, p. 58
10. ↑  Jean Rombaux, "Essai relatif à la recherche des tracés harmoniques, ayant pu servir de réseaux à la conception architecturale des principaux monuments historiques bruxellois", in: Le folklore brabançon, nr. 165, maart 1965, p. 32-34
11. ↑  Uitbreiding Les Brigittines voedt relatie met buurt, Brussel Deze Week, 14 augustus 2007